# Breaking Bad
Breaking Bad este un serial TV american creat de Vince Gilligan. Stilul serialului este caracterizat prin prezența umorului sarcastic (humour noir). El este produs de studioul american Sony Pictures Television.

## Acțiune
În centrul acțiunii se află Walter White, un profesor de chimie supracalificat din Albuquerque, New Mexico. Acesta are dificultăți financiare, un fiu cu paralizie cerebrală și o soție cu o sarcină neplanificată. La aceste probleme se mai adaugă și diagnosticul de cancer pulmonar pe care îl primește încă din primul episod al serialului. Pentru a face rost de banii necesari tratamentului și pentru a-i asigura viitorul familiei sale după ce va muri, Walter se afiliază cu fostul lui elev, Jesse Pinkman, în traficul de metamfetamină. Astfel ajunge să fie implicat în tranzacțiile și jocurile periculoase din lumea traficanților de droguri. Situația se complică și mai mult când poliția începe să investigheze cazul lui, sub conducerea lui Hank, propriul său cumnat.